# Landet i tågen
|  | Denne artikel er oprettet af botten PalnaBot ud fra en ekstern database. Den kan derfor have sproglige fejl eller mangler. Denne skabelon kan fjernes efter kontrol af indholdet. |

Landet i tågen (også distribueret som Land of Mist) er en dansk film instrueret af Suvi Helminen. Filmen er et afgangsprojekt fra 2003. 

## Handling
Filmen skildrer, hvordan forholdene på et dansk asylcenter er ved at drive en albansk flygtningefamilie ud i tovene. Var de ikke traumatiserede, da de ankom til Danmark, blev de det under opholdet.

## Eksterne Henvisninger
- Landet i tågen på Filmdatabasen
- Landet i tågen i Filmdatabasen - Engelsk version
- Landet i tågen i Filmdatabasen - Dansk version